# Redősgombabogár-félék
A redősgombabogár-félék (Phloiophilidae) a rovarok (Insecta) osztályában a bogarak (Coleoptera) rendjébe, azon belül a mindenevő bogarak (Polyphaga) alrendjébe tartozó család. Ez a kis létszámú család különleges elhelyezkedést foglal el a bogarak filogenetikai rendszerében, és viszonylag ritkán kerül elő természetes élőhelyein. Egyes kutatások szerint a család tagjai ősi fejlődési vonalat képviselhetnek a mindenevő bogarak között.

## Elterjedésük
A redősgombabogár-félék elterjedése viszonylag korlátozott, és a családba tartozó fajok ritkán figyelhetők meg a természetben. Az eddigi adatok alapján főként Európában fordulnak elő, bár pontos elterjedési területük még nem teljesen ismert. A család legismertebb és egyben egyetlen élő faja, a Phloiophilus edwardsii, elsősorban Nyugat- és Közép-Európában található meg, különösen az Egyesült Királyság, Franciaország, Németország, valamint a Benelux államok területén. Szórványosan előfordulhat más európai országokban is, de elterjedési mintázata nem egységes.
Fajai főként az idős, korhadó fákkal borított élőhelyeken található meg, különösen azokon a területeken, ahol gazdag a gombák jelenléte. Különösen a tölgyesekben és más lombhullató erdőkben figyelhető meg, ahol a kidőlt fatörzsek és elhalt ágak biztosítanak megfelelő környezetet számára. Az ilyen mikrohabitatokban bőségesen előforduló gombákkal táplálkozik, és életciklusa szoros kapcsolatban áll a korhadási folyamatokkal.
A redősgombabogár-félék elterjedésére és populációdinamikájára jelentős hatással vannak az erdőgazdálkodási tevékenységek, különösen a holtfák eltávolítása, ami csökkentheti a faj számára alkalmas élőhelyeket. Emiatt egyes régiókban a populációik veszélyeztetettek lehetnek. Bár a faj nem szerepel a veszélyeztetett fajok hivatalos listáján, természetvédelmi szempontból fontos a számára megfelelő élőhelyek fenntartása és az öreg fák védelme, hogy biztosítsák fennmaradását az elterjedési területén.

## Felépítésük
A redősgombabogár-félék (Phloiophilidae) morfológiai sajátosságai alapján a bogarak (Coleoptera) rendjén belül egy sajátos, ritkán előforduló csoportot alkotnak. Testfelépítésük számos ősi és specializált jelleget is mutat, amelyek megkülönböztetik őket más mindenevő bogaraktól (Polyphaga).

### Méret és testalak
A redősgombabogár-félék apró termetű bogarak, testhosszuk általában 2–4 mm között változik. Testük lapított, ovális vagy enyhén megnyúlt, ami segíti őket abban, hogy bejuthassanak a korhadó fák réseibe, ahol életmódjukhoz szükséges táplálékot találják meg.

### Fej és csápok
Fejük viszonylag kicsi a test többi részéhez képest, és jól fejlett összetett szemek találhatók rajta, amelyek elősegítik a gyenge fényviszonyok közötti tájékozódást. Csápjaik közepesen hosszúak, 11 ízből állnak, és enyhén megvastagodó, fésűs vagy bunkós végű struktúrát alkotnak, ami a szaglásban és tapintásban játszik fontos szerepet.

### Tor és lábak
A tor három szelvényből áll, és jól fejlett, erős lábak kapcsolódnak hozzá. A lábak vége karcsú és hajlékony, lehetővé téve a bogár számára, hogy biztos fogást találjon a gombákon és a korhadó fatörzseken. A tarsus 5-5-5 ízes tagoltságú, ami gyakori a Polyphaga alrendben.

### Szárnyak és fedőszárnyak
Fedőszárnyaik (elytrák) erősen kitinesek, védik a bogár testét és a hártyás hátsó szárnyakat. Ezek a fedőszárnyak gyakran finoman redőzöttek vagy barázdáltak, ami a család egyik jellegzetes morfológiai bélyege. A repülésre képesek, bár életmódjuk inkább rejtőzködő, így ritkán figyelhetők meg aktív repülés közben.

### Potroh és egyéb sajátosságok
A potroh jól fejlett, több szelvényből áll, és a bogár testalkatához igazodva lapított. Emésztőrendszerük specializálódott a gombafonalak és spórák lebontására, mivel táplálkozásuk főként a korhadó faanyagban található gombákhoz kötött.
A redősgombabogár-félék felépítése számos alkalmazkodási jegyet mutat a korhadó fákkal és gombákkal kapcsolatos életmódjukhoz, és egyedi morfológiai sajátosságaik hozzájárulnak taxonómiai elkülönítésükhöz más bogárcsaládoktól.

## Életmódjuk
A redősgombabogár-félék életmódja szorosan kapcsolódik a korhadó faanyaghoz és a rajta megtelepedő gombákhoz. Ezek a bogarak elsősorban gombafogyasztók (mycetophagák), és életciklusuk minden szakaszában a gombák különböző részeit hasznosítják táplálékként.
A család legismertebb és egyetlen élő faja, a Phloiophilus edwardsii, leginkább idős, korhadó fák kérge alatt, elhalt faanyagban vagy kidőlt fatörzseken figyelhető meg. Főként lombhullató erdőkben, különösen tölgyesekben található meg, ahol megfelelő mennyiségű holtfa áll rendelkezésre.
A lárvák fejlődésük során a korhadó fákban és a gombák micéliumában élnek, ahol szerves törmelékkel és gombafonalakkal táplálkoznak. Ez az életmód jelentős szerepet játszik az erdei ökoszisztémákban, mivel segíti a szerves anyag lebontását és a tápanyagok visszajutását a talajba.
A kifejlett bogarak is a gombákhoz kötődnek, de aktívabb életmódot folytatnak, időnként rövid repüléseket is tesznek a megfelelő táplálékforrások és szaporodási helyek felkutatására.
A redősgombabogár-félék populációinak fennmaradását befolyásolja az erdőgazdálkodás, különösen a holtfák eltávolítása és az erdők túlzott tisztítása. Mivel élőhelyükhöz elengedhetetlenek a korhadó fák és az ezeken növő gombák, a természetes erdődinamikai folyamatok fenntartása kulcsfontosságú a faj hosszú távú túléléséhez.

## Magyarországon előforduló fajok
Phloiophilus (Stephens, 1830)
Redősgombabogár (Phloiophilus edwardsi) (Stephens, 1830)

## Fordítás
- Ez a szócikk részben vagy egészben  a   Phloiophilidae című norvég Wikipédia-szócikk fordításán alapul.  Az eredeti cikk szerkesztőit annak laptörténete sorolja fel. Ez a jelzés csupán a megfogalmazás eredetét és a szerzői jogokat jelzi, nem szolgál a cikkben szereplő információk forrásmegjelöléseként.